# Ars Praedicandi Populo
L'Ars praedicandi populo («Manual de predicació al poble») és una obra literària escrita per Francesc Eiximenis en llatí abans de 1379. Pertany al gènere dels manuals de predicació que fou un gènere molt desenvolupat en l'edat mitjana entre els escolàstics.
Aquesta obra fou trobada en un manuscrit a Cracòvia pel pare caputxí Martí de Barcelona, qui el transcriví i l'edità en 1936.

## Estructura
L'obra estructura el discurs del predicador d'una manera senzilla:
- Introductio («introducció»): Una introducció general al tema basada en un fragment de les Escriptures.
- Introductio thematis («introducció al tema»): Una introducció directa al tema.
- Divisio thematis («divisió del tema»): Divisió del tema, seguint directrius lògiques i mnemotècniques.

## Difusió
Segons indicà l'erudit Manuel Sanchis Guarner, l'esquema de divisió dels sermons d'aquesta obra fou un dels que seguia en ses predicacions el gran predicador coetani valencià sant Vicent Ferrer.

## Edició digital dins les obres completes en línia
- Obres completes de Francesc Eiximenis (en català i en llatí)[Enllaç no actiu].